# David Bratton
David Hey Bratton (ur. w październiku 1869 w Nowym Jorku, zm. 4 grudnia 1904 w Chicago) – amerykański pływak i piłkarz wodny, medalista olimpijski z Letnich Igrzysk 1904 w Saint Louis.
Razem z klubem New York Athletic Club zdobył złoty medal w turnieju piłki wodnej oraz zajął 4. miejsce w sztafecie pływackiej na 4 × 50 jardów stylem dowolnym. Zmarł na dur brzuszny wywołany brudną wodą miejsca rozgrywek w piłce wodnej.